# Castelo de Denbigh
O Castelo de Denbigh (em galês: Castell Dinbych; em inglês: Denbigh Castle) é um castelo construído no século XIII, depois da conquista de Gales pelo rei Eduardo I de Inglaterra. Ergue-se num promontório rochoso sobre a pequena cidade de Denbigh, no País de Gales. Encontra-se classificado como um listed building com o Grau I desde 2 de fevereiro de 1981.

## História
O sítio do castelo foi, provavelmente, ocupado desde o início do período cristão, com a possibilidade duma fortaleza galesa nativa ter sido construída no lugar, sendo usada como centro real imediatamente antes da construção do actual castelo de pedra. A presente estrutura foi iniciada por Henry de Lacy, 3º Conde de Lincoln, a quem o rei Eduardo I de Inglaterra concedeu o território pouco depois da derrota do último príncipe galês nativo, Dafydd ap Gruffudd, em 1282. O castelo foi sitiado e capturado pelos galeses durante a revolta de Madog ap Llywelyn, em 1294; durante o cerco, uma força de auxílio comandada por de Lacy foi derrotada numa batalha travada nas proximidades.
Durante a Guerra Civil Inglesa, o Castelo de Denbigh foi uma fortaleza da causa Realista, tendo o rei Carlos I de Inglaterra estado aqui, brevemente, em Setembro de 1645, quando as suas forças noutras partes do país estavam a sofrer derrota após derrota.

## Descrição do castelo
A planta original do castelo consistia num longo vão de pano de muralhas, com meias torres redondas salientes, irregularmente espaçadas, com duas portarias. Estas muralhas originais formam, actualmente, as muralhas da cidade. O actual castelo estava dividido do resto da área envolvente por um novo conjunto de sólidas muralhas ao estilo do Castelo de Caernarfon, incluindo a única portaria com três torres, que é a sua característica mais marcante. Apesar de não existirem fortes evidências para prová-lo, é largamente aceite que o arquiteco responsável por estas muralhas foi o mestre pedreiro do rei, James of Saint George. O castelo também é o local duma aparição da "Dama Cinzenta" (Grey Lady).
Actualmente, o castelo está aos cuidados da Cadw, uma agência do governo galês dedicada a proteger o património edificado do País de Gales.